# 苏华 (1966年)
苏华（1966年9月—），男，汉族，中华人民共和国企业家、政治人物，四川国弘现代教育投资有限责任公司董事长，中国民主建国会中央委员会常务委员，中华职业教育社副理事长，第十二、十三届全国政协委员。